# Рефрен
Рефре́н (от стар.-фр. refraindre < refrain «повторять») — в музыке главная тема, определённый музыкальный материал, неоднократно возвращающийся на протяжении произведения. В поэзии рефреном может являться строка или несколько строк, вставленных между строфами.
Присутствие рефрена определяет форму произведения. Наиболее распространённая форма, имеющая рефрен, — рондо. Среди других форм с рефреном — вилланель, виреле, вильянсико, вилансете, кантига о друге.
В песнях повторяющаяся часть — припе́в.

## История
Впервые рефрен встречается у труверов, например, у Гаса Брюле; в XIII веке наблюдается подъём всех форм песни с рефреном, продолжавшийся вплоть до XV столетия; в значительной степени его можно рассматривать как излюбленный приём поэтов региона между Луарой и Рейном, писавших как на латыни, так и на народном языке. У трубадуров, напротив, рефрены встречаются редко.
В 88 % сохранившихся кантиг о друге трубадуры Пиренейского полуострова использовали рефрен. Самый короткий из них состоит из одного слова, другие включают от одного до пяти стихов. Рефрен также встречается в трети кантиг насмешки и злословия (31 %). Сохранились также некоторые кантиги о любви с рефреном иберийских авторов, в то время как в аналогичном жанре канцоны провансальских трубадуров рефрен отсутствует. 
Поэты XIII—XIV веков изобретают, а быть может, и восстанавливают в правах различные виды поэзии, изначально более или менее тесно связанные с танцем или же основанные на поочередном пении солиста и хора; в самой их структуре заложена оппозиция между изменчивым куплетом и рекуррентным рефреном, сменяющими друг друга в очень быстром ритме. Главная разновидность такой поэзии — рондо: в основе его композиции лежит формула АВаAabАВ, в которой на практике бесконечно варьируется число и длина стихов, куплетов и рефрена. Французское виреле и родственная ей итальянская баллата, а также французская (средневековая) баллада также содержат рефрен.
На практике различались два вида рефренов, в зависимости от того, одинаковые стихи вставляются между строфами или нет. Обычно в первом случае говорят о «песнях с рефренами» (chansons a refrains), а во втором — о «песнях с разными рефренами» (chansons avec des refrains): это важное различие, поскольку изменение текста рефрена может предполагать изменение мелодии; тем самым речь идет о структуре песни в целом. Кроме того, многие рефрены (особенно из числа тех, что фигурируют в «песнях с разными») встречаются либо в нескольких песнях, либо в рондо, балладах, мотетах и иных песенных формах. Иногда их называют «рефрены-цитаты» (возможно, они имеют фольклорное происхождение).
В большинстве случаев рефрен завершает каждую строфу стихотворения. Пример реже встречающегося двойного рефрена:

Почему не поёшь ты, дербентка, мугам

о любви и печали?

Чтоб душевнее пелось молчащим губам,

поцелуй их вначале, мой милый.

Почему нескончаем, дербентка, мугам

о любви и печали?

Ты прильни в поцелуе к поющим губам,

чтоб они замолчали, мой милый.
— Айдын Ханмагомедов

## Медитативный рефрен
Медитативный рефрен — особый вид рефрена в одну строку, которая условно делится на несколько частей; при каждом повторе строка как бы сдвигается — первая часть отсекается, вторая становится первой, а в конце добавляется новое слово или фраза.

Ключ в замке повернулся — знакомый ритм…

Дверь вздохнула… так мы вздыхали

Над строчками давних и горьких рифм,

Что ж, дари, дари одиночество до зари,

Любовь, недописанными стихами…

Шаги по лестнице как по нотам — пеон, нет — спад…

Слово, обреченно на лист, как на плаху, ложись!

Стал строк палачом — убивал, убивал… не рад…

Эта боль, эта горечь… тысячи линий вперёд-назад -

Недописанными стихами жизнь.

В этом стихотворении медитативный рефрен — последние строки пятистиший. Если же в стихотворении каждая строка — такой рефрен, то это твердая поэтическая форма, называемая медитативный стих.

Пустотою заполняешь жизнь мою ты -

Заполняешь жизнь мою ты сном и грустью,

Жизнь мою ты сном и грустью поминутно,

Сном и грустью поминутно рвешь и мучишь.

Поминутно рвешь и мучишь, наслаждаясь,

Рвешь и мучишь, наслаждаясь болью, властью…

Наслаждаясь болью, властью, губишь страстью,

Болью, властью губишь, страстью, сердцем тая -

Губишь страстью, сердцем тая, наше счастье…